# З'їзди гірничопромисловців Півдня Росії
З'їзди гірничопромисловців Півдня Росії — представницька організація ділових кіл Російської імперії. 

## Загальна характеристика
До її складу входили власники найбільших механічних і металургійних заводів, шахт та рудників у Харківській губернії, Катеринославській губернії і Херсонській губернії. Створена 1874 у Харкові за ініціативи М.Авдакова та О.Алчевського, статут було затверджено царським урядом 1885. З часом набула відверто монополістичного характеру. Вищим органом З.г. П. Р. вважався загальний форум його учасників, який збирався раз на рік. Поточні справи вирішувалися Радою з'їздів (найвідоміші постійні чл. — О.Ауербах, І.Ясюкович, О.Міненков) на чолі з головою, питання фінансової звітності — Ревізійною комісією в складі 15 осіб. Діяли також: Товариство взаємного кредиту, Біржовий комітет, Статистичне бюро. Під егідою з'їздів у Харкові виходили: 1880–87 — «Южно-русский горный листок» (ред. і видавець М.Яшевський), 1888—1902 — «Горнозаводской листок» (ред. С.Сучков). Від 1903 офіційним друкованим органом З.г. П. Р. став журнал «Горно-заводское дело» (наклад — 1,5 тис. прим.). Здійснювалося також видання «Трудов съездов горнопромышленников Юга России», до 1910 побачили світ 65 томів. Через власний фонд ім. М.Авдакова (10 тис. рублів) З.г. П. Р. спонсорували навчання місцевих гірничих робітників та кращих студентів Гірничого інституту в Санкт-Петербурзі, створили Катеринославське вище гірниче училище (з 1913 — Гірничий інститут у Катеринославі; нині м. Дніпро), утримували низку т. зв. рятувальних станцій у Макіївці, Олександрівці, Грушівці (нині м. Шахти Ростовської обл., РФ) та павільйони гірничої промисловості на загальноросійських виставках, Гірничопромисловий музей, фінансували заходи щодо боротьби з епідеміями, експерименти та дослідження в Донецькому вугільному басейні. З.г. П. Р. користувалися авторитетом серед фінансово-політичної еліти Російської імперії, що давало членам організації змогу мати доступ до торгово-промислової курії Державної ради, впливати на діяльність таких синдикатів, як «Продвугілля» та «Продамет». В 20 ст. головами Ради з'їздів були: 1900–05 — М.Авдаков, 1907–14 — М. фон Дітмар. Під час Першої світової війни активність з'їздів ослабла. В січні 1918 вони були ліквідовані більшовиками.
Ідея з'їзду передбачала об'єднання всіх промисловців вугільної, залізорудної, соляної промисловості, а також металургії й за-лізничного транспорту. Основними питаннями роботи з'їздів (перший розпочав роботу у Таганрозі 10 листопада 1874 р.) були: можливості й порядок перевезення вантажів на південних залізницях та їх розвиток; залучення робітників до гірничих промислів; збільшення виробництва заліза; експорт вугілля, податки, науково-технічні досягнення, профе-сійна освіта тощо. Очолювали роботу з'їздів Є. Іваницький, А. Мевіус та ін., особливий вплив мали О. Ауербах, П. Горлов, за яким стояли інтереси "залізничного короля" С. Полякова, а пізніше – наближений до фінансово-промислових товариств О. Алчевського інженер А. Мевіус.
Саме рішенням З'їзду гірничопромисловців Півдня Росії 1899 р. було створене Катеринославське вище гірниче училище (нині – Національний технічний університет «Дніпровська політехніка»), будівництво й фінансування якого значною мірою взяли на себе гірничопромисловці (найбільші внески зробили О. Алчевський, М. Копилов, М. Кар-пас). Гроно видатних науковців цього інституту створило добру славу вітчизняній гірничій науці, забезпечило промисловість кваліфікованими спеціалістами, вдалими технічними ідеями та проектами. Ще одним важливим рішенням з'їзду стало відкриття Макіївської гірничорятувальної станції з дослідною лабораторією (1907 р.), діяльність якої також фінансувалася приватним коштом.